# Acacia tenuior
Acacia tenuior é uma espécie de leguminosa do gênero Acacia, pertencente à família Fabaceae.